# Завикторин, Владимир Владимирович
Владимир Владимирович Завикто́рин (род. 7 ноября 1964, Москва, СССР) — российский актёр, режиссёр и поэт. Заместитель художественного руководителя театра Содружество актёров Таганки. Государственный советник гражданской службы 1 класса. Заслуженный артист России (2018), почётный работник культуры города Москвы, член-корреспондент Петровской академии наук и искусств, член Союза писателей России.

## Биография
Родился в Москве на Чистых прудах. С детства занимался военно-прикладным многоборьем, трижды становился чемпионом Москвы, призёр первенства Советского Союза. По первой профессии учитель физкультуры. Работал учителем в школе, затем воспитателем в интернате для детей-сирот. В 1999 году окончил Театральное училище им. Щепкина, мастерская Афонина Н. Н. С четвёртого курса был приглашён на работу в Театр «Содружество актёров Таганки». Озвучивал телепрограмму «Куклы» (Г. Зюганов и генерал А. Лебедь). С 2004 по 2008 — художественный руководитель актёрского курса Ярославского театрального института. В 2008 г. работал военным журналистом в Чечне в отряде спецназа «Ермак». Автор книг: «Осколки нежности», «Здравствуй, душа моя!», «Полынь», «Русские исторические хроники», «Крещение Руси», «Привези мне весну». 19 августа 2020 г., после смерти Николая Губенко, театр Содружество актёров Таганки опубликовал на своем сайте видеообращение художественного руководителя театра, на котором он объявил о решении назначить своего заместителя Владимира Завикторина своим преемником.

## Актёрские работы
| Дурь — Егор, конюх                        | Мисс и мафия — Сергей                                                     |
| Очень простая история — Хозяин            | Конек-Горбунок — Иван                                                     |
| ВВС (Высоцкий Владимир Семенович)         | Про Федота-стрельца, удалого молодца                                      |
| Афган                                     | Королевство кривых зеркал — Рассказчик, рабочий, раб, конь, главный повар |
| Исповедь хулигана                         | Обыкновенное чудо — 1-й министр                                           |
| Полковник Птица                           | Бешеные деньги — Савва Геннадич Васильков                                 |
| Иванов                                    | Концерт по случаю конца света                                             |
| Принцесса и свинопас                      | Бег — Григорий Лукьянович Чарнота                                         |
| Четыре тоста за Победу                    | Нечистая сила                                                             |
| Иван-Царевич, серый волк и другие — Кащей | Спасти Хлестакова- Антон Антонович Сквозник-Дмухановский, городничий      |
| Любовь до потери памяти — Михаил          | Карьера Артуро Уи, которой могло не быть — Эмануэле Гири                  |

| 2000 — Тихие омуты                            | 2010-2012 — След 52               | 2014 - Смерть рейдерам \| 14-я серия | 2021 — Не уходи далеко |
| 2001 — Люди и тени. Секреты кукольного театра | 2011 — Провокатор                 | 2014 — Меч 2                         | 2023 — Императрицы     |
| 2001 — Фаталисты                              | 2011-2012 — Закрытая школа        | 2014 — Папа дорогой                  |                        |
| 2002 — Бригада                                | 2012 — Выхожу тебя искать-2       | 2014 - Альтруизм \| 971-я серия      |                        |
| 2005-2006 — Плюс бесконечность                | 2012 — Команда Че                 | 2014 — След                          |                        |
| 2008 - Поджигатели \| 5-я серия               | 2012 — Фантом                     | 2016 — Второе зрение                 |                        |
| 2008 — Адвокат-5                              | 2012 — ЧС (Чрезвычайная ситуация) | 2016 — Учитель в законе. Схватка     |                        |
| 2008 — Возьми меня с собой                    | 2014 — Временщик                  | 2016-2017 — Провокатор               |                        |
| 2008 - Привидение, которое возвращается       | 2014 — Криминальное наследство    | 2017 — Оптимисты                     |                        |
| 2008 — Криминальное видео                     | 2014 - Транзит \| Фильм №6        | 2017 — Муза                          |                        |
| 2010 — Дежурный ангел                         | 2014 — Мент в законе-9            | 2019 — Мосгаз. Формула мести         |                        |

## Награды и медали
- «За честь и пользу» в 2006 г.
- «Золотая Есенинская медаль» в 2007 г.
- «За трудовую доблесть» в 2007 г.
- Федерации Космонавтики России в 2007 г.
- «За честь и достоинство» в 2007 г.
- «За ратную доблесть» в 2008 г.
- Орден «Долг и честь» 2008 г.[2]

## Премии
- Первая международная премия за литературу г. Тулуза (Франция) 2005 г.
- Премия Сергея Есенина — за литературу[8]
- Премия «Золотое перо Московии»[9]
- Премия «Золотое перо Руси», 2011 г.
- «В Переплёт» МХАТ имени Горького, 2021 г.[10]